# Вол, Павел
Павел Вол (чеш. Pavel Wohl; 5 января 1942, Прага, Протекторат Богемии и Моравии) — чехословацкий хоккеист и тренер. Был главным тренером сборной Чехословакии на чемпионатах мира 1989 и 1990 годов. Член Зала славы чешского хоккея.

## Биография
Павел Вол играл в хоккей на позиции вратаря. Выступал за пражскую «Спарту» и йиглавскую «Дуклу». Закончив играть в хоккей в 1973 году, Павел Вол стал тренером. Тренировал в Швейцарии и Германии. Был главным тренером сборной Чехословакии на чемпионатах мира 1989 и 1990 годов, на которых чехословацкая команда завоевала бронзовые медали. Самым большим успехом в карьере Вола стал чемпионский титул, который пражская «Спарта» выиграла в 1993 году под его руководством. В 1982 и 1985 годах становился чемпионом ФРГ с «Розенхаймом».
После окончания тренерской деятельности занимал должность президента «Спарты».
7 ноября 2012 года был принят в Зал славы чешского хоккея.

## Достижения

### Игрок
- Серебряный призёр чемпионата Чехословакии 1967
- Бронзовый призёр чемпионатов Чехословакии 1961, 1962, 1965 и 1968

### Тренер
- Чемпион Бундеслиги 1982 и 1985
- Чемпион Чехословакии 1993
- Серебряный призёр чемпионата Чехословакии 1988
- Бронзовый призёр чемпионатов мира и Европы 1989 и 1990
- Бронзовый призёр чемпионата Чехословакии 1987

## Статистика
- Чемпионат Чехословакии — 360 игр